# Judith Fergin

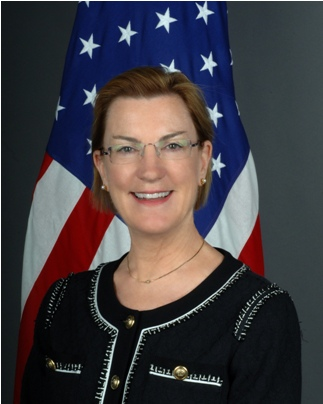
Judith Fergin

Judith R. Fergin (* 1951 in Falmouth, Maine, Vereinigte Staaten) ist eine US-amerikanische Diplomatin.

## Werdegang
Fergin erhielt 1973 einen Bachelor of Arts am Smith College und einen Master an der University of Virginia und am Industrial College of the Armed Forces der National Defense University.
Sie war bereits im Außendienst in Moskau, Monrovia (Liberia), Pretoria (Südafrika) und München tätig. In Moskau traf eine Rakete das Büro unter dem von Fergin.

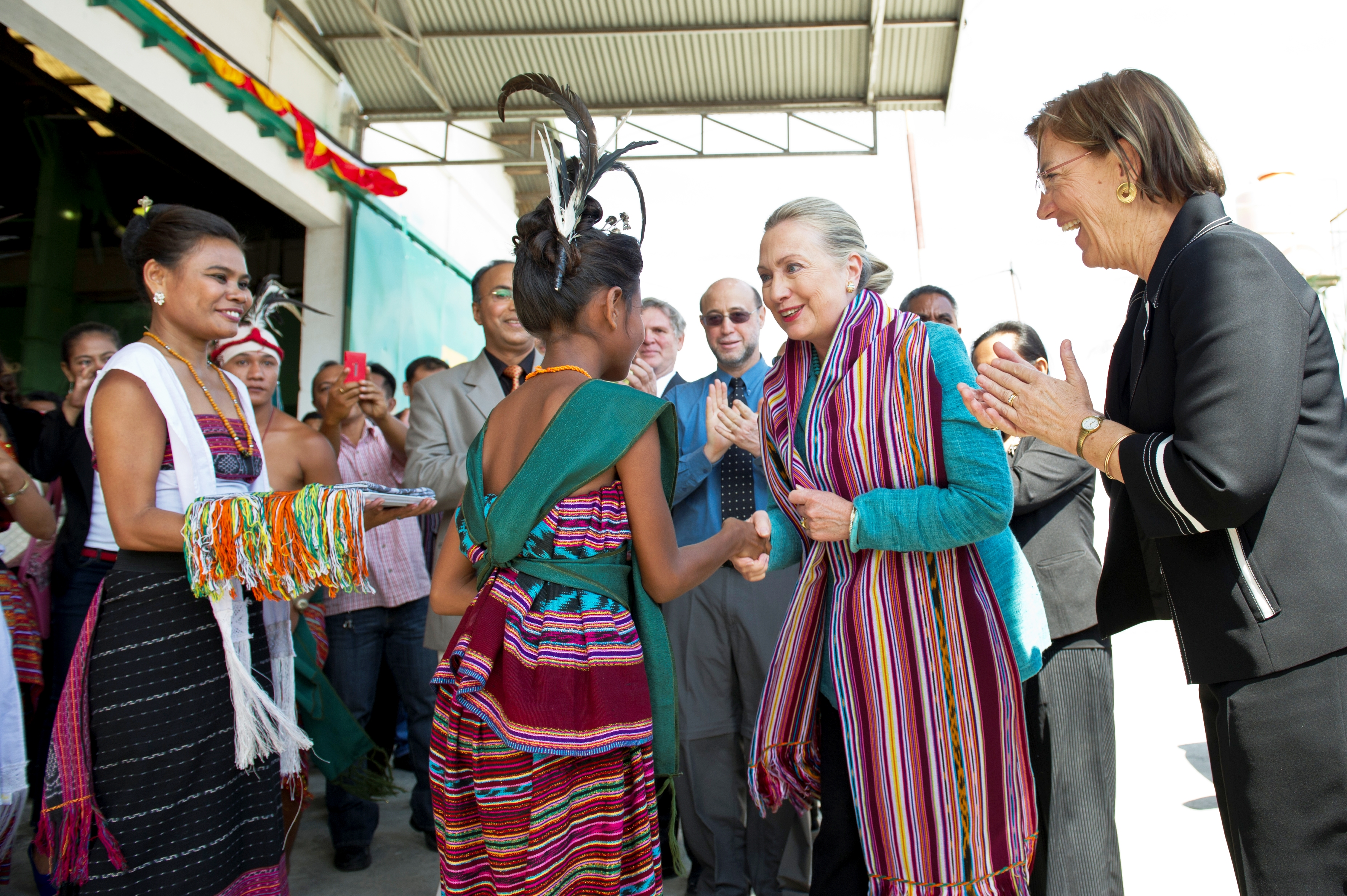
Fergin (rechts) beim Besuch Hillary Clintons in Osttimor

Von 1997 bis 2011 war Fergin Wirtschaftsberaterin an der US-Botschaft in Jakarta. Hier mussten ihr Ehemann und Kinder vorzeitig das Land verlassen, als das Militär Indonesiens rebellierte. Fergin blieb in der Botschaft. Von 2002 bis 2003 nahm sie am Diplomatenaustauschprogramm am Australian Strategic Policy Institute teil, bevor sie dann an der US-Botschaft in Canberra wieder als Wirtschaftsberaterin tätig wurde. In dieser Zeit wurde das Freihandelsabkommen zwischen Australien und den Vereinigten Staaten ausgehandelt. Darauf folgte von 2004 bis 2007 der Posten der stellvertretenden Chefin der Mission in Singapur und von Juli 2007 bis Juni 2010 das Amt der Generalkonsulin in Sydney.
Im Range einer Gesandter-Botschaftsrätin (Minister Counselor) wurde sie von Präsident Barack Obama am 15. Juni 2010 als neue Botschafterin der Vereinigten Staaten in Osttimor nominiert. Amtsübernahme war am 9. September 2010, die Akkreditierung fand am 16. September statt. Dieses Amt hatte sie bis Dezember 2013 inne.

## Sonstiges
Fergin spricht unter anderem Bahasa Indonesia. Ihr Mann ist ein Mitglied des diplomatischen Dienstes im Ruhestand. Zusammen haben sie einen Sohn und eine Tochter.